# Joachim Fernandez
Joachim Fernandez (Ziguinchor, 6 dicembre 1972 – Domont, 19 gennaio 2016) è stato un calciatore senegalese naturalizzato francese, di ruolo difensore o centrocampista.
Dopo una breve apparizione tra i professionisti e un fine carriera prima dei trent'anni, condusse una vita da senzatetto e morì assiderato a Domont, nella banlieue parigina, a gennaio 2016.

## Biografia
Viene trovato morto in un hangar abbandonato, a Domont 20 chilometri a nord di Parigi, la salma del giocatore è stata rimpatriata in Senegal.

## Statistiche

### Presenze e reti nei club
| Stagione        | Squadra         | Campionato      | Campionato | Campionato | Coppe nazionali | Coppe nazionali | Coppe nazionali | Coppe continentali | Coppe continentali | Coppe continentali | Altre coppe | Altre coppe | Altre coppe | Totale | Totale |
| Stagione        | Squadra         | Comp            | Pres       | Reti       | Comp            | Pres            | Reti            | Comp               | Pres               | Reti               | Comp        | Pres        | Reti        | Pres   | Reti   |
| --------------- | --------------- | --------------- | ---------- | ---------- | --------------- | --------------- | --------------- | ------------------ | ------------------ | ------------------ | ----------- | ----------- | ----------- | ------ | ------ |
| 1993-1994       | Sedan           | D2              | 37         | 1          | CF              | 2               | 0               | -                  | -                  | -                  | -           | -           | -           | 39+    | 1+     |
| 1994-1995       | Angers          | D2              | 27         | 1          | CF+CdL          | ?+1             | ?+0             | -                  | -                  | -                  | -           | -           | -           | 28+    | 1+     |
| 1995-1996       | Bordeaux        | D1              | 5          | 0          | CF+CdL          | ?+1             | ?+0             | CU                 | 3                  | 0                  | -           | -           | -           | 9+     | 0+     |
| 1996-1997       | Caen            | D1              | 26         | 1          | CF+CdL          | ?+2             | ?+1             | -                  | -                  | -                  | -           | -           | -           | 28+    | 2+     |
| lug.-set. 1997  | Udinese         | A               | 1          | 0          | CI              | 0               | 0               | -                  | -                  | -                  | -           | -           | -           | 1      | 0      |
| set. 1997-1998  | Monza           | B               | 0          | 0          | CI              | -               | -               | -                  | -                  | -                  | -           | -           | -           | 0      | 0      |
| 1998-gen. 1999  | Monza           | B               | 3          | 0          | CI              | 2               | 0               | -                  | -                  | -                  | -           | -           | -           | 5      | 0      |
| Totale Monza    | Totale Monza    | Totale Monza    | 3          | 0          |                 | 2               | 0               |                    | -                  | -                  |             | -           | -           | 5      | 0      |
| gen.-giu. 1999  | Tolosa          | D1              | 1          | 0          | CF+CdL          | ?               | ?               | -                  | -                  | -                  | -           | -           | -           | 1+     | 0+     |
| 1999-2000       | Dundee          | SPL             | 6          | 0          | SC+SLC          | ?               | ?               | -                  | -                  | -                  | -           | -           | -           | 6+     | 0+     |
| 2000-2001       | Persema Malang  | ?               | 2          | 1          | -               | -               | -               | -                  | -                  | -                  | -           | -           | -           | 2      | 1      |
| Totale carriera | Totale carriera | Totale carriera | 108        | 4          |                 | 8+              | 1+              |                    | 3                  | 0                  |             | -           | -           | 119+   | 5+     |